# Hydrilla verticillata
Hydrilla verticillata är en dybladsväxtart som först beskrevs av Carl von Linné d.y., och fick sitt nu gällande namn av John Forbes Royle. Hydrilla verticillata ingår i släktet Hydrilla och familjen dybladsväxter. IUCN kategoriserar arten globalt som livskraftig. Inga underarter finns listade.

## Bildgalleri

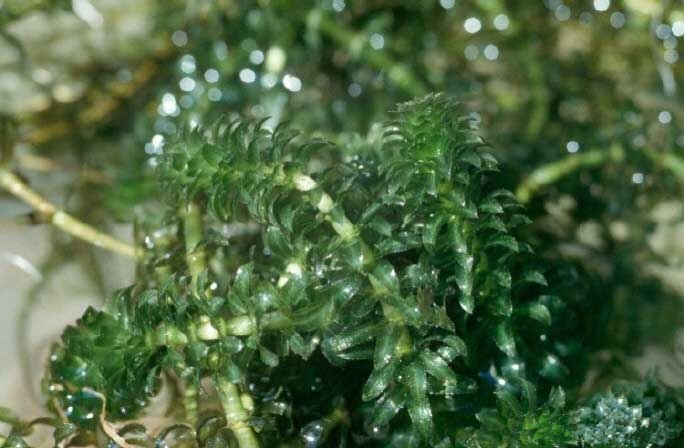
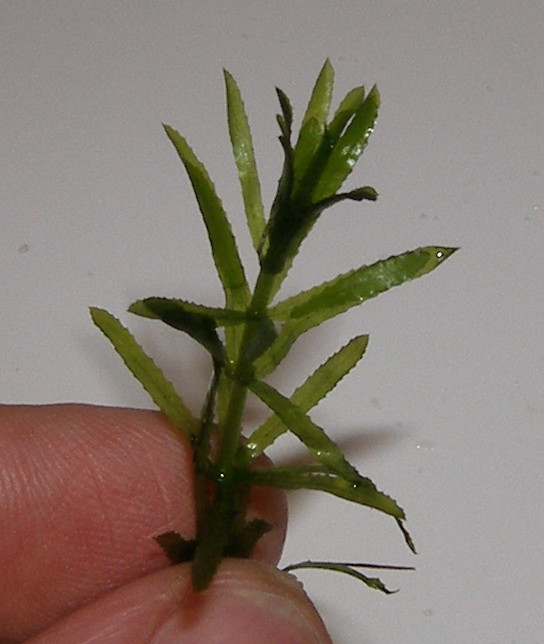
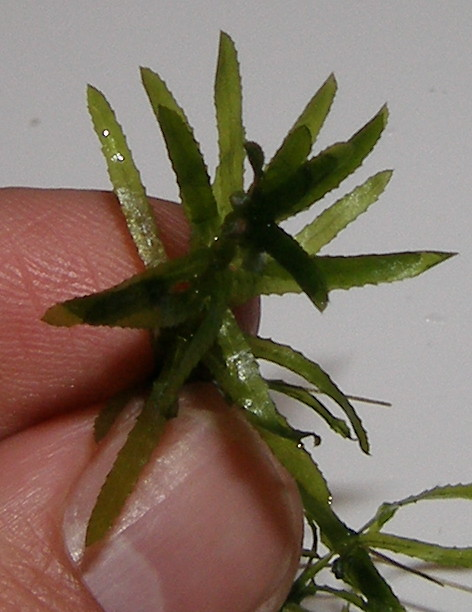
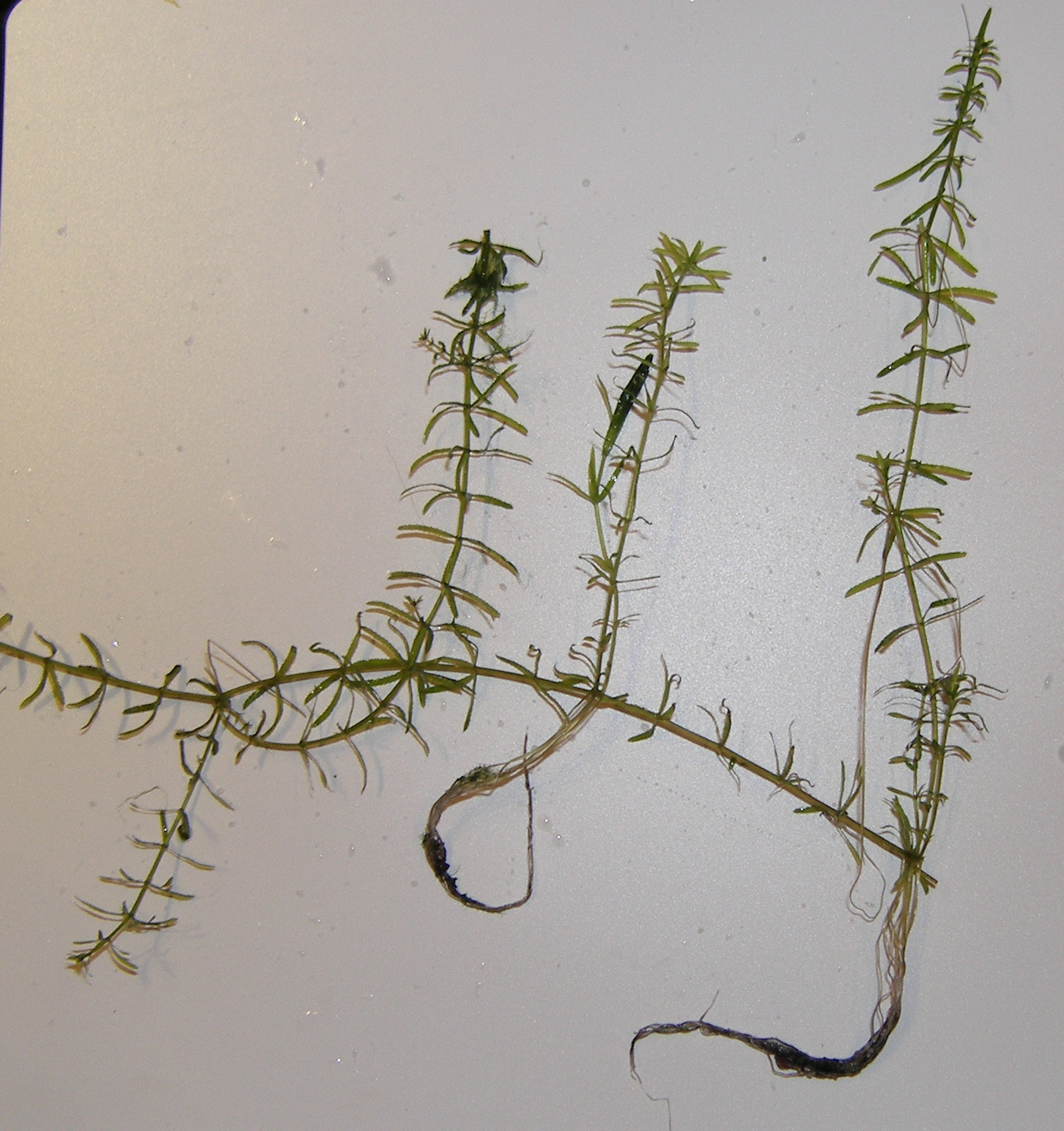
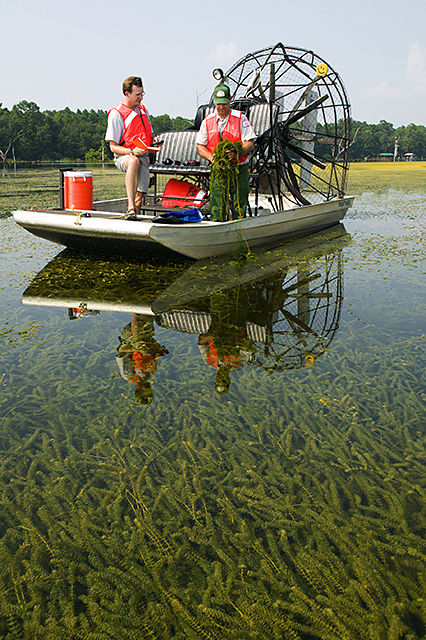